# Остоич, Арсен Антон
Арсен Антон Остоич (хорв. Arsen Anton Ostojić; род. 29 июля 1965, Сплит) — хорватский кинорежиссёр
, сценарист и университетский преподаватель.

## Биография
Арсен Антон Остоич родился в июле 1965 года в городе Сплит. Получив в 1991 году в Академии драматического искусства Загребского университета диплом режиссёра, он отправился в Нью-Йоркский университет, где три года спустя получил степень магистра. 2002/03 учебный год Остоич провёл в Зальцбурге, в стенах Университета прикладных искусств, но уже в качестве не студента, а преподавателя. В 2006 году Арсен Остоич вернулся в свою альма-матер на правах профессора кафедры кинопроизводства.
В 2004 году он был номинирован на награду Европейское открытие года Европейской киноакадемии, а в 2008 году он за фильм «Ничей сын» получил главный приз — Золотую Арену — на 55-м кинофестивале в Пуле. Картина была включена в заявку на «Оскар» от Хорватии в категории «Лучший фильм на иностранном языке».

## Фильмография
- «Чудесная ночь в Сплите[англ.]», 2004[4]
- «Ничей сын[англ.]», 2008[5]
- «Путь Халимы», 2012[6]
- «Человек в ящике», 2015
- F20, 2018